# Жетыгенский сельский округ
Жетыгенский сельский округ (каз. Жетіген ауылдық округі) — административная единица третьего уровня в Илийском районе Алматинской области. Административным центром является село Жетыген.
Население — 21861 человек на начало 2016 года. На территории округа расположены железнодорожная станция Жетыген и военный аэродром Жетыген.

## История
Весной 1998 года, из состава сельского округа, была исключена территория в размере 165,66 км², вместе с селом Арна и передана в состав городской администрации Капшагая, по решению маслихата Алматинской области от 17 апреля 1998 года № 20-157и постановлением акимата Алматинской области от 14 мая 1998 года № 5-170
9.01.2024 г. прекратил существование из-за присвоения статуса города селу Жетыген и его переименования в г. Алатау. 

## Состав
В состав округа входят такие населенные пункты:
| Населенный пункт | Население, человек (1999) | Население, человек (2009) |
| ---------------- | ------------------------- | ------------------------- |
| Енбек, село      | 404                       | 440                       |
| Жанаарна, село   | 665                       | 750                       |
| Жетыген, село    |                           | 15616                     |
| Куйган, село     | 786                       | 880                       |